# Astra Sharma
Astra Sharma (Singapore, 11 settembre 1995) è una tennista australiana.

## Biografia
Di padre indiano e madre cinese, è nata a Singapore ma durante l'infanzia si è trasferita con la famiglia in Australia, a Perth, dove risiede tuttora.

## Carriera
In coppia con John-Patrick Smith, ha raggiunto la finale degli Australian Open 2019 in doppio misto. Ad aprile dello stesso anno ha vinto il primo titolo WTA in doppio, insieme alla connazionale Zoe Hives, e raggiunto la prima finale in singolare a Bogotà, dove è stata superata dalla statunitense Amanda Anisimova dopo aver vinto il primo set; anche grazie a questo risultato è entrata per la prima volta nelle prime cento del ranking WTA.
Nelle stagioni 2019 e 2020 non riesce a dare continuità all'exploit di Bogotà. Ad aprile 2021 vince il suo primo titolo WTA in singolare al MUSC Health Women's Open di Charleston, sconfiggendo sul suo percorso le giovanissime Linda Fruhvirtova e Maria Osorio Serrano, per poi trionfare in finale su Ons Jabeur con il punteggio di 2–6, 7–5, 6–1.
Ha vinto un titolo WTA nel singolare e due nel doppio. In data 21 febbraio 2022 ha raggiunto il suo miglior piazzamento in singolare, alla posizione nr 84, e la posizione 91 nel doppio, miglior ranking personale.

## Statistiche WTA

### Singolare

#### Vittorie (1)
| Legenda              |
| -------------------- |
| Grande Slam (0)      |
| Ori Olimpici (0)     |
| WTA Finals (0)       |
| WTA Elite Trophy (0) |
| Dal 2021             |
| WTA 1000 (0)         |
| WTA 500 (0)          |
| WTA 250 (1)          |

| N. | Data           | Torneo                      | Superficie  | Avversaria in finale | Punteggio     |
| 1. | 18 aprile 2021 | Charleston Open, Charleston | Terra verde | Ons Jabeur           | 2–6, 7–5, 6–1 |

#### Sconfitte (1)
| Legenda               | Legenda      |
| --------------------- | ------------ |
| Grande Slam (0)       |              |
| Argenti Olimpici (0)  |              |
| WTA Finals (0)        |              |
| WTA Elite Trophy (0)  |              |
| Dal 2009 al 2020      | Dal 2021     |
| Premier Mandatory (0) | WTA 1000 (0) |
| Premier 5 (0)         | WTA 1000 (0) |
| Premier (0)           | WTA 500 (0)  |
| International (1)     | WTA 250 (0)  |

| N. | Data           | Torneo                  | Superficie  | Avversaria in finale | Punteggio     |
| 1. | 14 aprile 2019 | Copa Colsanitas, Bogotà | Terra rossa | Amanda Anisimova     | 6–4, 4–6, 1–6 |

### Doppio

#### Vittorie (3)
| Legenda               | Legenda      |
| --------------------- | ------------ |
| Grande Slam (0)       |              |
| Ori Olimpici (0)      |              |
| WTA Finals (0)        |              |
| WTA Elite Trophy (0)  |              |
| Dal 2009 al 2020      | Dal 2021     |
| Premier Mandatory (0) | WTA 1000 (0) |
| Premier 5 (0)         | WTA 1000 (0) |
| Premier (0)           | WTA 500 (0)  |
| International (1)     | WTA 250 (2)  |

| N. | Data           | Torneo                       | Superficie  | Compagna        | Avversarie in finale            | Punteggio        |
| 1. | 13 aprile 2019 | Copa Colsanitas, Bogotà      | Terra rossa | Zoe Hives       | Hayley Carter Ena Shibahara     | 6–1, 6–2         |
| 2. | 13 marzo 2021  | Abierto Zapopan, Guadalajara | Cemento     | Ellen Perez     | Desirae Krawczyk Giuliana Olmos | 6–4, 6–4         |
| 3. | 9 aprile 2022  | Copa Colsanitas, Bogotà (2)  | Terra rossa | Aldila Sutjiadi | Emina Bektas Tara Moore         | 4-6, 6-4, [11-9] |

#### Sconfitte (1)
| Legenda              |
| -------------------- |
| Grande Slam (0)      |
| Argenti Olimpici (0) |
| WTA Finals (0)       |
| WTA Elite Trophy (0) |
| Dal 2021             |
| WTA 1000 (0)         |
| WTA 500 (0)          |
| WTA 250 (1)          |

| N. | Data           | Torneo                         | Superficie  | Compagna             | Avversarie in finale          | Punteggio |
| 1. | 11 luglio 2021 | Hamburg European Open, Amburgo | Terra rossa | Rosalie van der Hoek | Jasmine Paolini Jil Teichmann | 0-6, 4-6  |

### Doppio misto

#### Sconfitte (1)
| Tornei del Grande Slam  |
| ----------------------- |
| Australian Open (1)     |
| Open di Francia (0)     |
| Torneo di Wimbledon (0) |
| US Open (0)             |

| N. | Anno            | Torneo                     | Superficie | Compagno           | Avversari in finale           | Punteggio   |
| 1. | 26 gennaio 2019 | Australian Open, Melbourne | Cemento    | John-Patrick Smith | Barbora Krejčíková Rajeev Ram | 6(3)–7, 1–6 |

## Circuito WTA 125

### Singolare

#### Vittorie (1)
| N. | Data              | Torneo                             | Superficie  | Avversaria in finale | Punteggio     |
| 1. | 17 settembre 2023 | Țiriac Foundation Trophy, Bucarest | Terra rossa | Sara Errani          | 0-6, 7-5, 6-2 |

### Doppio

#### Sconfitte (1)
| N. | Data           | Torneo                           | Superficie | Compagna      | Avversarie in finale               | Punteggio |
| 1. | 6 gennaio 2024 | Canberra International, Canberra | Cemento    | Kaylah McPhee | Veronika Erjavec Darja Semeņistaja | 2-6, 4-6  |

## Statistiche ITF

### Singolare

#### Vittorie (9)
| Torneo $100.000 (1) |
| Torneo $80.000 (0)  |
| Torneo $75.000 (0)  |
| Torneo $60.000 (1)  |
| Torneo $50.000 (0)  |
| Torneo $40.000 (0)  |
| Torneo $25.000 (4)  |
| Torneo $15.000 (2)  |
| Torneo $10.000 (1)  |

| N. | Data              | Torneo                                                      | Superficie  | Avversaria in finale | Score            |
| 1. | 12 luglio 2015    | Jolie Ville Golf Women's, Sharm el-Sheikh                   | Cemento     | Ola Abou Zekry       | 6–3, 2–6, 6–0    |
| 2. | 30 luglio 2017    | ITF Women's Circuit Targu Jiu, Târgu Jiu                    | Terra rossa | Belinda Woolcock     | 1–6, 6–2, 7–5    |
| 3. | 19 agosto 2017    | ITF Women's Circuit Graz, Graz                              | Terra rossa | Vendula Žovincová    | 2–6, 6–3, 6–2    |
| 4. | 24 giugno 2018    | Southern Lifestyle Development Tennis Classic, Baton Rouge  | Cemento     | Maria Mateas         | 6–2, 6–1         |
| 5. | 22 luglio 2018    | Challenger Banque Nationale de Gatineau, Gatineau           | Cemento     | Victoria Rodríguez   | 3–6, 6–4, 6–3    |
| 6. | 23 settembre 2018 | Cairns Tennis International, Cairns                         | Cemento     | Destanee Aiava       | 0–6, 7–6(5), 6–1 |
| 7. | 10 aprile 2019    | Women's ITF Irapuato Club de Golf Santa Margarita, Irapuato | Cemento     | Verónica Cepede Royg | 6(3)–7, 6–4, 6–3 |
| 8. | 29 ottobre 2023   | City of Playford Tennis International, Città di Playford    | Cemento     | Joanna Garland       | 7-6(6), 6-0      |
| 9. | 4 maggio 2025     | FineMark Women's Pro Tennis Championship, Bonita Springs    | Terra verde | Whitney Osuigwe      | 6-2, 6-2         |

#### Sconfitte (6)
| Torneo $100.000 (0) |
| Torneo $80.000 (0)  |
| Torneo $75.000 (0)  |
| Torneo $60.000 (2)  |
| Torneo $50.000 (0)  |
| Torneo $40.000 (1)  |
| Torneo $25.000 (2)  |
| Torneo $15.000 (1)  |
| Torneo $10.000 (0)  |

| N. | Data            | Torneo                                                         | Superficie  | Avversaria in finale | Score       |
| 1. | 7 ottobre 2017  | Hooper Accountants Toowoomba International, Toowoomba          | Cemento     | Eri Hozumi           | 5–7, 2–6    |
| 2. | 11 marzo 2018   | ITF Women's Circuit Orlando, Orlando                           | Terra verde | Sophie Chang         | 3–6, 6(6)–7 |
| 3. | 25 giugno 2023  | Ystad Women's, Ystad                                           | Terra rossa | İpek Öz              | 1-6, 3-6    |
| 4. | 9 luglio 2023   | Open International Féminin de Montpellier, Montpellier         | Terra rossa | Clara Burel          | 3-6, 5-7    |
| 5. | 5 novembre 2023 | NSW Open, Sydney                                               | Cemento     | Destanee Aiava       | 3-6, 4-6    |
| 6. | 24 marzo 2025   | Open Sabadell Torneig Internacional de Tennis Femení, Sabadell | Terra rossa | Guiomar Maristany    | 3-6, 3-6    |

### Doppio

#### Vittorie (7)
| Torneo $100.000 (0) |
| Torneo $80.000 (0)  |
| Torneo $75.000 (0)  |
| Torneo $60.000 (1)  |
| Torneo $50.000 (0)  |
| Torneo $40.000 (2)  |
| Torneo $25.000 (2)  |
| Torneo $15.000 (0)  |
| Torneo $10.000 (2)  |

| N. | Data              | Torneo                                                      | Superficie  | Compagna           | Avversarie in finale                   | Score               |
| 1. | 10 luglio 2016    | Amstelveen Future Tournament, Amstelveen                    | Terra rossa | Frances Altick     | Erika Vogelsang Mandy Wagemaker        | 6–4, 6–2            |
| 2. | 17 luglio 2016    | Knokke Zoute Ladies Open, Knokke                            | Terra rossa | Frances Altick     | Déborah Kerfs Kelly Versteeg           | 6–4, 6–4            |
| 3. | 17 giugno 2018    | Palmetto Pro Open, Sumter                                   | Cemento     | Luisa Stefani      | Julia Elbaba Xu Shilin                 | 2–6, 6–3, [10–5]    |
| 4. | 10 marzo 2019     | Women's ITF Irapuato Club de Golf Santa Margarita, Irapuato | Cemento     | Paige Hourigan     | Verónica Cepede Royg Renata Voráčová   | 6–1, 4–6, [12–10]   |
| 5. | 13 maggio 2023    | Naples Women's Open, Naples                                 | Terra verde | Christina Rosca    | Sophie Chang Angela Kulikov            | 6-1, 7-6(13)        |
| 6. | 24 giugno 2023    | Ystad Women's, Ystad                                        | Terra rossa | Valerija Strachova | Jenny Dürst Fanny Östlund              | 4-6, 7-6(3), [11-9] |
| 7. | 30 settembre 2023 | Kuršumlijska Banja Women's, Kuršumlijska Banja              | Terra rossa | Valerija Strachova | Anastasija Gasanova Ekaterina Makarova | 6-1, 6-4            |

#### Sconfitte (7)
| Torneo $100.000 (1) |
| Torneo $80.000 (1)  |
| Torneo $75.000 (0)  |
| Torneo $60.000 (1)  |
| Torneo $50.000 (0)  |
| Torneo $40.000 (0)  |
| Torneo $25.000 (4)  |
| Torneo $15.000 (0)  |
| Torneo $10.000 (0)  |

| N. | Data              | Torneo                                                     | Superficie  | Compagna         | Avversarie in finale                    | Score            |
| 1. | 13 ottobre 2017   | Cairns Tennis International, Cairns                        | Cemento     | Belinda Woolcock | Naiktha Bains Abigail Tere-Apisah       | 6–4, 2–6, [6–10] |
| 2. | 23 giugno 2018    | Southern Lifestyle Development Tennis Classic, Baton Rouge | Cemento     | Gabriela Talabă  | Hayley Carter Ena Shibahara             | 3–6, 4–6         |
| 3. | 22 settembre 2018 | Cairns Tennis International, Cairns                        | Cemento     | Erin Routliffe   | Naiktha Bains Shilin Xu                 | 1–6, 6(7)–7      |
| 4. | 14 ottobre 2018   | Hutchinson Builders Toowoomba International, Toowoomba     | Cemento     | Samantha Harris  | Freya Christie Erin Routliffe           | 5–7, 4–6         |
| 5. | 20 aprile 2019    | Dothan Pro Tennis Classic, Dothan                          | Terra verde | Destanee Aiava   | Usue Maitane Arconada Caroline Dolehide | 6(5)–7, 4–6      |
| 6. | 7 novembre 2020   | LTP Charleston Pro Tennis, Charleston                      | Terra verde | Mayar Sherif     | Magdalena Fręch Katarzyna Kawa          | 6–4, 4–6, [2–10] |
| 7. | 28 ottobre 2023   | City of Playford Tennis International, Città di Playford   | Cemento     | Kaylah McPhee    | Talia Gibson Priscilla Hon              | 1-6, 2-6         |

## Risultati in progressione
| Sigla | Risultato               |
| ----- | ----------------------- |
| V     | Vincitore               |
| F     | Finalista               |
| SF    | Semifinalista           |
| O     | Oro olimpico            |
| A     | Argento olimpico        |
| SF    | Bronzo olimpico         |
| QF    | Quarti di Finale        |
| 4T    | Quarto turno            |
| 3T    | Terzo turno             |
| 2T    | Secondo turno           |
| 1T    | Primo turno             |
| RR    | Round Robin             |
| LQ    | Turno di qualificazione |
| A     | Assente                 |
| ND    | Non disputato           |

| Legenda superfici    |
| -------------------- |
| Cemento              |
| Terra battuta        |
| Erba                 |
| Superficie variabile |

### Singolare
| Tornei del Grande Slam |     |     |     |       |     |
| Australian Open        | 2T  | 1T  | 1T  | 0 / 3 | 1–3 |
| Open di Francia        | 1T  | 2T  |     | 0 / 2 | 1–2 |
| Wimbledon              | 1T  | ND  |     | 0 / 1 | 0–1 |
| US Open                | 1T  | 1T  |     | 0 / 2 | 0–2 |
| Totale V–S             | 1–4 | 1–3 | 1–1 | 0 / 8 | 2–8 |
| Vittorie %             | 20% | 25% | 50% | 20%   | 20% |
| Ranking a fine anno    | 108 | 128 |     |       |     |

### Doppio
| Tornei del Grande Slam |     |     |     |     |       |     |
| Australian Open        | 1T  | 1T  | 1T  | 1T  | 0 / 4 | 0–4 |
| Open di Francia        | A   | 1T  | 1T  |     | 0 / 2 | 0–2 |
| Wimbledon              | A   | 2T  | ND  |     | 0 / 1 | 1–1 |
| US Open                | A   | A   | A   |     | 0 / 0 | 0–0 |
| Totale V–S             | 0–1 | 1–3 | 0–2 | 0–1 | 0 / 7 | 1–7 |
| Vittorie %             | 0%  | 25% | 0%  | 0%  | 13%   | 13% |
| Ranking a fine anno    | 327 | 136 | 109 |     |       |     |

### Doppio misto
| Tornei Grande Slam         |     |      |     |       |     |
| Australian Open, Melbourne | F   | SF   | 1T  | 0 / 3 | 7–3 |
| Roland Garros, Parigi      | A   | A    |     | 0 / 0 | 0-0 |
| Wimbledon, Londra          | A   | ND   |     | 0 / 0 | 0-0 |
| US Open, New York          | A   | A    |     | 0 / 0 | 0–0 |
| Totale V–S                 | 4–1 | 3–1  | 0–1 | 0 / 3 | 7–3 |
| Vittorie %                 | 80% | 100% | 0%  | 70%   | 70% |